# 2001マーズ・オデッセイ
2001マーズ・オデッセイ（2001 Mars Odyssey）は、アメリカ航空宇宙局 (NASA) による火星探査機。主に火星地表の組成を調べる。元々のミッション名は「マーズ・サーベイヤー2001・オービター・ミッション」。

## 概要

2001マーズ・オデッセイが写したマリネリス峡谷

ミッション目的は、火星の表層の水の痕跡の発見、地表の鉱物の分布、放射線測定など。
基本ミッション終了後も稼動を続け、後の火星探査機「マーズ・エクスプロレーション・ローバー」や「フェニックス」の通信を中継なども行っている。（「マーズ・エクスプレス」の着陸機「ビーグル2」の通信も中継する計画であったが、ビーグル2が着陸に失敗したため利用されなかった）
観測により、次の興味深いデータも得ることが出来た。
- 南極と北極を覆う二酸化炭素の氷の下に大量の水が存在している可能性を示すデータ。
- 南極地域において、地表から約1メートル下に大量の氷が存在する可能性を示すデータ。
- 両極以外の地域においては乾燥が激しいこと。

名称は映画2001年宇宙の旅（原題 2001: A Space Odyssey）に由来している。
NASAは2010年9月までのミッション延長を承認している。これにより、年単位での時間の変化に伴う地表、雲の変化の測定、より詳細なマッピングなどを行うと共に、火星地表へ到着した「スピリット」および「オポチュニティ」の地球との通信中継を行っている。
マーズ・サイエンス・ラボラトリーの着陸時のリアルタイム中継に利用された。なお、搭載されている推進剤は2015年まで使用可能である。

## 主な搭載機器
- ガンマ線分光計 (GRS)
- 熱放射撮像カメラ (THEMIS)
- 火星放射線環境測定器 (MARIE)

## 略歴

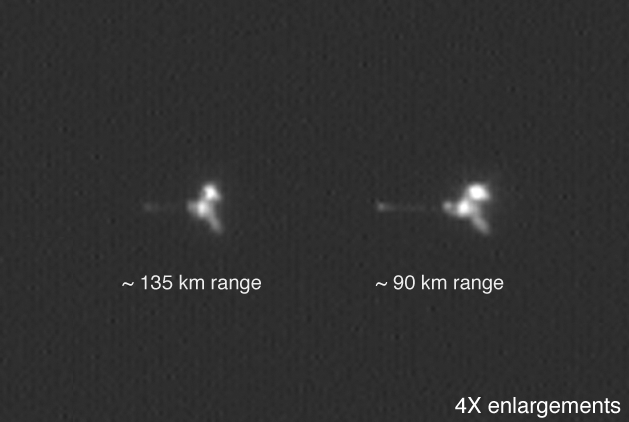
マーズ・グローバル・サーベイヤーから撮影された2001マーズ・オデッセイ。（2005年4月21日撮影）

- 2001年4月7日 デルタIIロケットでケープカナベラル空軍基地より打上げ
- 2001年10月23日 火星周回軌道への投入に成功
- 2002年2月19日 火星観測を開始
- 2003年10月28日 火星放射線環境測定器が太陽のフレアにより故障
- 2004年8月 第1次ミッションを終了
- 2006年9月まで第2次ミッション (extended mission)。長期にわたる火星の気象の観測、およびマーズ・エクスプロレーション・ローバーの通信中継。
- 2006年9月再度のミッション延長[1]大幅に延長されて実施されているMERミッションの通信中継。
- 2010年12月15日17時55分 (PST) マーズ・グローバル・サーベイヤーが持っていた火星の観測期間の記録（1997年9月11日 - 2006年11月2日）を抜く3340日目（地球日）の観測に入る[2][3]。
- 2012年6月8日 - X軸リアクションホイールが故障。セーフモードに入る。